# پروفسور و معادله محبوبش
پروفسور و معادله محبوبش (به ژاپنی: 博士の愛した数式) نام فیلمی به کارگردانی تاکاشی کوئیزومی محصول کشور ژاپن است که در ۲۱ ژانویه سال ۲۰۰۶ میلادی به نمایش درآمد.
فیلم با اولین روز کاری یک معلم جوان به نام روت (به معنی ریشه) آغاز می‌شود که برای جذب اشتیاق دانش‌آموزان، داستان چگونگی روی آوردن خود به ریاضیات را تعریف می‌کند و سپس فیلم با فلش‌بک‌هایی به حدود بیست سال پیش برمی‌گردد و مادر روت را نشان می‌دهد که در آن سالها به عنوان خدمتکار در خانه یک پروفسور ریاضیات کار می‌کرده است. پروفسور به گونه‌ای از بیماری حافظه دچار شده‌بود که در نتیجه آن حافظه کوتاه مدتش تنها رویدادهای هشتاد دقیقه اخیر را به یاد می‌آورد.
روت یا ریشه که نام معلم جوان فیلم است به جهت مفهوم ریشه اعداد یا جذر آنها در ریاضیات و برداشتی که پروفسور از آن دارد انتخاب شده‌است.

## بازیگران
- آکیرا ترائو - پروفسور
- اری فوکاتسو - کیوکو، مادر روت
- ریوزی سایتو - کودکی روت
- هیدتاکا یوشیوکا - جوانی روت